# Gerd Struppert
Gerd Struppert (né le 21 octobre 1950 à Iéna en Thuringe) est un joueur de football allemand (à l'époque est-allemand) qui évoluait au poste d'attaquant, avant de devenir ensuite entraîneur.

## Biographie

### Carrière de joueur
Il joue deux matchs en Coupe de l'UEFA avec le club de Carl Zeiss Iéna

## Palmarès
| Carl Zeiss Iéna - Coupe de RDA (2) : - Vainqueur : 1971-72 et 1973-74. |  | Wismut Gera - Championnat de RDA D2 (3) : - Champion : 1973-74, 1974-75 et 1979-80. - Meilleur buteur : 1974-75 (12 buts). |